# Анаксілай Регійський
Анаксілай — тиран міста Регій з 494 до 476 рік до н. е.

## Біографія
Був сином Кретіна, який був представником заможних осіб міста. Анаксілай легко захопив місто Регій. Вів помірковану політику, користувався підтримкою громадян. Із самого початку він задумав встановити контроль над протокою між Апенінським півостровом та Сицилією. Він зумів захопити місто Занклу, яку перейменував у Мессану. Незабаром від перебрав владу у Месані, а Регій довірив своєму сину Леофрону.
Водночас розпачолся протистояння з Гелоном, тираном Сіракуз. У противагу Гелону та його тестю Ферону Анаксілай укладає угоду з володарем міста Гімери Теріллом. Але після перемоги Гелона над карфагенянами (союзником яких були Терілл та Анаксілай) у 480 році до н. е. Анаксілай уклав угоду з Гелоном та одружився з донькою його брата Гієрона. У 477 році до н.е Анаксілай намагався захопити Локри Епізафійські, але Гієрон йому завадив. Після цього незабаром Анаксілай помер, скоріш за все в цей час помер і його син Леофрон.